# Keiichi Misawa
Keiichi Misawa (født 11. juni 1988) er en tidligere japansk fodboldspiller.
Han har spillet for flere forskellige klubber i sin karriere, herunder Vissel Kobe og Thespa Kusatsu.